# Lille dværgalk
Lille dværgalk (Aethia pusilla) er en alkefugl, der lever i det nordlige Stillehavet.